# Rainer Schröder (Jurist)

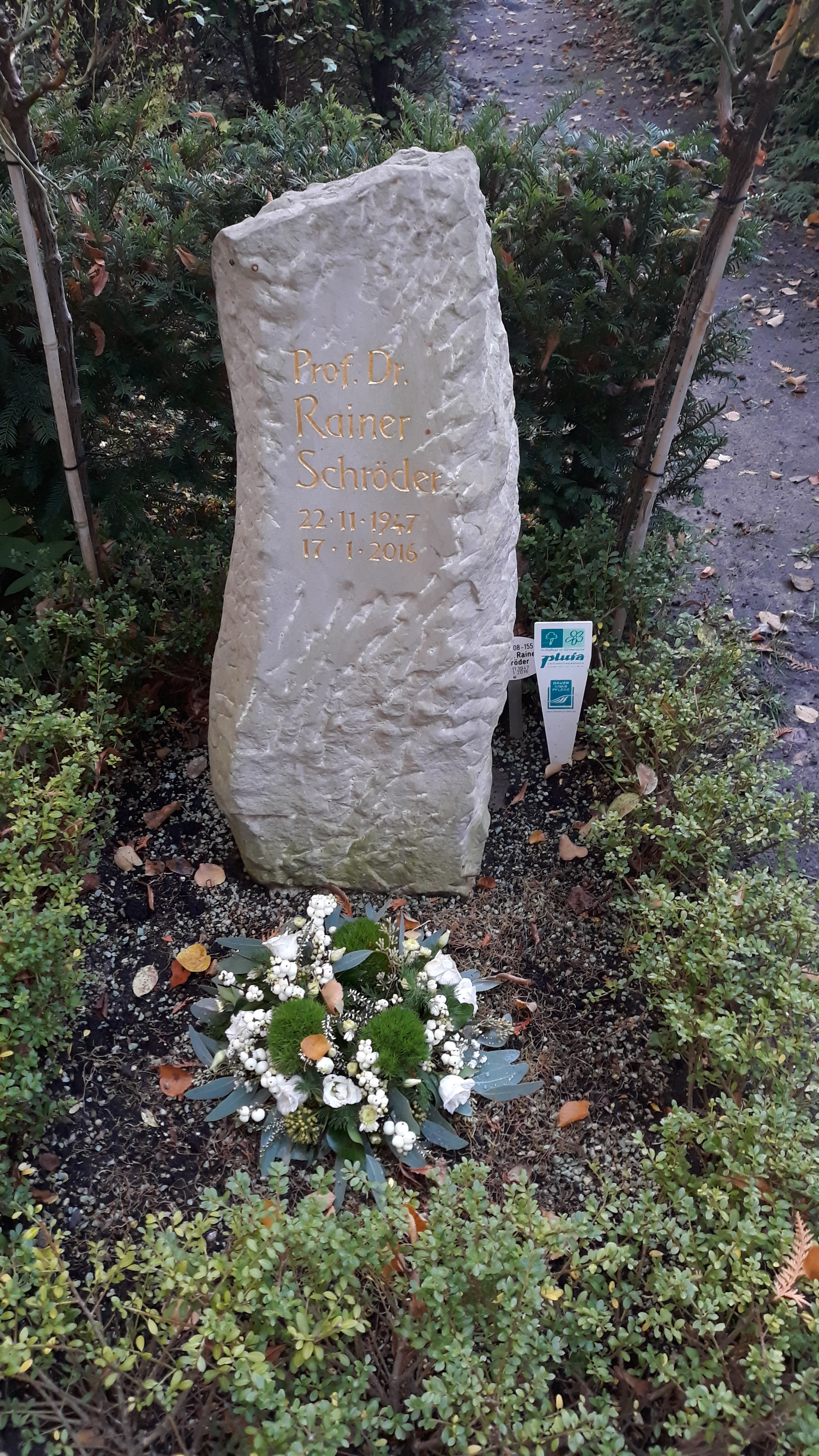
Das Grab von Rainer Schröder auf dem Friedhof Dahlem in Berlin.

Rainer Schröder (* 22. November 1947 in Essen; † 17. Januar 2016 in Potsdam) war ein deutscher Rechtswissenschaftler.

## Leben
Rainer Schröder nahm nach dem Schulbesuch in Duisburg und Seattle ein Studium der Rechtswissenschaft, Betriebswirtschaftslehre und Geschichte auf. 1971 legte er in Münster das Erste und 1976 in München das Zweite Juristische Staatsexamen ab. Mit einer Dissertation zum Erbrecht wurde er 1979 an der Ludwig-Maximilians-Universität München promoviert. Nach der Habilitation in München im Jahr 1985 übernahm er zunächst eine Lehrstuhlvertretung in Tübingen und war anschließend Professor in Hannover und Bayreuth.
1993 wurde er an die Humboldt-Universität zu Berlin berufen, wo er den Lehrstuhl für Bürgerliches Recht, privates Bau- und Immobilienrecht sowie neuere und neueste Rechtsgeschichte innehatte. Schröder war ständiger Gastprofessor an der Universität Panthéon-Assas in Paris. Zu seinen Forschungsschwerpunkten zählten die neuere Sozial- und Rechtsgeschichte, die vergleichende Diktaturforschung und das Privatrecht. Sein Skript Rechtsgeschichte erreichte bis 2015 zehn Auflagen.
Schröder war Geschäftsführender Vorstand des Instituts für Notarrecht, gehörte dem Vorstand des Instituts für Deutsches und Internationales Baurecht der Juristischen Fakultät der Humboldt-Universität an und war Mitglied des wissenschaftlichen Beirats der Fondation pour le Droit Continental – Civil law initiative. Als Spezialist für Bau- und Immobilienrecht war er Aufsichtsratsvorsitzender der Gemeinnützigen Baugenossenschaft Steglitz eG.

## Schriften (Auswahl)
- Zivilrechtskultur der DDR, Bd. 4: Vom Inkasso- zum Feierabendprozess – Der DDR-Zivilprozess, in: Zeitgeschichtliche Forschungen 2/4, Berlin 2008.
- Rechtsgeschichte, 1. Aufl. Münster 1979, 10. Aufl. Münster 2015, ISBN 978-3-86752-397-4.
- Zivilrechtskultur der DDR : "vom Inkasso- zum Feierabendprozess" – der DDR-Zivilprozess, Berlin 2008, ISBN 978-3-86664-520-2.
- Das Gesinde war immer frech und unverschämt. Gesinde und Gesinderecht vornehmlich im 18. Jahrhundert, Frankfurt a. M. 1992, ISBN 3-8051-0512-6.
- Die Entwicklung des Kartellrechts und des kollektiven Arbeitsrechts durch die Rechtsprechung des Reichsgerichts vor 1914 (Habilitation), Münchener Universitätsschriften, Abhandlungen zur rechtswissenschaftlichen Grundlagenforschung 69, Ebelsbach 1988, ISBN 3-88212-052-5.
- "... aber im Zivilrecht sind die Richter standhaft geblieben." Die Urteile des OLG Celle im Dritten Reich, Fundamenta Juridica – Hannoversche Beiträge zur rechtswissenschaftlichen Grundlagenforschung 5, Baden-Baden 1988, ISBN 3-7890-1562-8.
- Zur Arbeitsverfassung des Spätmittelalters. Eine Darstellung mittelalterlichen Arbeitsrechts aus der Zeit nach der großen Pest, Schriften zur Rechtsgeschichte 32, Berlin 1984.
- Abschaffung oder Reform des Erbrechts? Die Begründung einer Entscheidung des BGB-Gesetzgebers im Kontext sozialer, ökonomischer und philosophischer Zeitströmungen (Dissertation), Münchener Universitätsschriften, Abhandlungen zur rechtswissenschaftlichen Grundlagenforschung 46, Ebelsbach 1981.
- Einführung in das Privatrecht, 10 Kurseinheiten (ca. 800 S.), als Alleinautor: Rechtsgeschäftslehre (Kurseinheiten 5–9; ca. 500 S.), Fernuniversität Hagen, 2. Aufl. 1980.